# Karwińskie Morze
Karwińskie Morze, Darkowskie Morze (cz. Karvinské Moře) – zbiornik wodny w Czechach na terenie miejscowości Karwina, w dzielnicy Darków. Ma 32 ha, głębokość dochodzi do 25 m. Zbiornik nazywany jest przez miejscowych Morzem Karwińskim albo Darkowskim, powstał w zapadlisku kopalnianym, na miejscu, gdzie kiedyś znajdowały się łąki i domy. Okolica należy do lokalnych atrakcji w sezonie letnim.

## Turystyka
Rada kraju Morawsko-śląskiego oraz rada miasta Karwina dofinansowała teren kwotą ok. 10 mln koron. Dzięki temu utworzono np. sztuczne plaże, ścieżki rowerowe, mola, zaplecza z drewnianymi ławeczkami i przebieralnie. Jest też boisko, trasy rowerowe itp. Z kąpielisk i atrakcji korzystają goście z Polski i Czech.

## Rybołówstwo
Częstym powodem odwiedzin sztucznego jeziora, jest rybołówstwo. Wędkarze łowią m.in. karpie, węgorze.